# قیمت‌گذاری
قیمت‌گذاری یا تسعیر به فرایند اعمال قیمت به سفارش‌های خرید و فروش خواه به صورت دستی یا خودکار گفته می‌شود.
ارائه محصولات بهتر نسبت به سایر رقبا و استفاده از گام‌های صحیح در انتخاب استراتژی برای رسیدن به موقعیت مطلوب در مقابل رقبا، جزء اصول مهم برای رسیدن به سودآوری در مدل کسب و کار می‌باشد؛ بنابراین یک بنگاه باید قادر به قیمت‌گذاری محصولاتش به گونه‌ای باشد که بتواند درآمدهایی متناسب با ارزش ارائه شده به مشتری به‌دست‌آورد و به این ترتیب موقعیتش را نسبت به مشتریان، کالاهای مکمل، رقبا و تازه واردان بالقوه حفظ نماید..
قیمت‌گذاری مهم‌ترین جزء از مدل کسب و کار می‌باشد و تصمیمات در مورد آن تأثیر زیادی بر روی سودآوری بنگاه به همراه دارد.
قیمت‌گذاری موفق با پاسخ گویی به برخی از سئوالات مهم، معین می‌شود:
- چگونه قیمتی باید تنظیم شود که بتواند با مزایایی که بنگاه به مشتریان عرضه می‌کند و هزینهٔ این منافع ارتباط داشته باشد؟
- چه زمانی می‌بایست بنگاه قیمت‌هایش را کاهش دهد یا بالا ببرد؟
- عکس‌العمل رقبا و مشتریان در زمانی که بنگاه قیمت‌هایش را بالا یا پایین می‌آورد چگونه خواهد بود؟
- چه زمانی بنگاه می‌بایست به ارزان فروشی بیش از حد محصولاتش بپردازد؟

## طرح‌های قیمت‌گذاری

### مبادله پایاپای
قدیمی‌ترین نوع قیمت‌گذاری به صورت مبادله پایاپای بود که در آن، کالا در برابر کالا داد و ستد می‌گردد. این روش در جوامع بدوی رایج است زیرا مفهوم پول در این دسته جوامع بی‌معنی است.

### چانه زنی فرد به فرد
در این روش فروشنده با خریدار بر سر قیمت توافقی مذاکره می‌کنند تا به بالاترین قیمت توافقی برای فروش برسند. چانه زنی فرد به فرد در کوچه و خیابان بسیاری از کشورهای در حال توسعه معمول می‌باشد. این روش برای فروش در مقیاس بالا مناسب نیست.

### قیمت مقطوع
در قیمت‌گذاری مقطوع، چانه زنی بی معناست. فروشنده قیمتی را تعیین می‌کند و خریدار یا آن را قبول می‌کند یا اینکه آن را رد می‌کند. این روش در اواخر قرن ۱۹، توسط تعدادی از فروشگاه‌های زنجیره‌ای ایالات متحده معرفی شد.

### قیمت‌گذاری مزایده‌ای
در قیمت‌گذاری مزایده‌ای، فروشنده درخواست فروش را در میان خریداران متعدد بیان می‌کند و کالا به بالاترین پیشنهاد ارائه شده، فروخته می‌شود.

## استراتژی‌های قیمت‌گذاری
براساس کتاب استراتژی قیمت‌گذاری، یک بنگاه اغلب باید تصمیم بگیرد که می‌خواهد قیمت خود را کاهش دهد یا افزایش، قیمت محصولات جدیدش بالا باشد یا پایین، قیمت محصول همواره ثابت باشد یا متغیر، از طرح‌های قیمت‌گذاری ثابت استفاده کند یا مزایده‌ای و …. به انتخاب یک راه یا مجموعه‌ای از این راه‌ها، استراتژی قیمت‌گذاری می‌گویند. موفقیت یک استراتژی قیمت‌گذاری، تابعی از خود استراتژی، مدل کسب و کار و به خصوص تناسب استراتژی قیمت‌گذاری با مدل کسب و کار می‌باشد.
رد هالدن در کتاب استراتژی قیمت‌گذاری اصولی را به شرح زیر در قیمت‌گذاری حائز اهمیت دانسته است:
- اصل اول: عادت تخفیف را با کمی غرور جایگزین نمایید. بهترین راه برای کنار گذاشتن یک عادت قدیمی و جا افتاده، جایگزین کردن آن با یک عادت دیگر است. امروزه تخفیف دهی در بسیاری از سازمان‌ها رایج شده است. بهترین راه برای کنار گذاشتن این نگرش جا افتاده، جایگزین کردن آن با نگرش دیگری است. خود مثبت بینی- یعنی داشتن احساس مثبت و خوب نسبت به محصولات- اطمینان لازم برای کنار گذاشتن عادت تخفیف را فراهم می‌کند.
- اصل دوم: ارزش ارائه شده به مخاطبان خود را بشناسید. اگر ارزش ارائه شده به مخاطبان خود را نشناسید، چگونه انتظار درک این ارزش را دارید؟

تا وقتی که به ارزش مالی که آثار هنری شما برای مخاطبان فراهم می‌آورند اطمینان نداشته باشید، نمی‌توانید به قیمت‌گذاری با اطمینان دست یابید. بسیاری از مدیران بر این تصورند که نمی‌توان این اطلاعات را به دست آورد، اما واقعیت این است که بسیاری از مخاطبان شما می‌توانند این اطلاعات را به شما بدهند.
- اصل سوم: یکی از استراتژی‌های ساده قیمت‌گذاری را انتخاب نمایید. چه وقت قیمت‌ها را بالا و چه وقت آن‌ها را پایین تعیین نماییم و بین این دو وضعیت چه باید کرد؟ استراتژی ساده و مورد توافق تمام اعضای سازمان باشد. جز این حالت نمی‌توانید به قیمت‌های خود اطمینان داشته باشید.
- اصل چهارم: با مخاطبان خود بهتر پوکر بازی کنید. یاد بگیرید که مخاطبان خود را دوست داشته باشید، اما مانند قمار بازها، با آن‌ها قمار بازی نکنید. بیشتر مخاطبان هنر می‌گویند که ارزش بیشترین چیزی است که آن‌ها می‌خواهند اما بسیاری از آن‌ها وقتی درخواست تخفیف می‌دهند معلوم می‌شود در حال بلوف زدن هستند. برخی از مخاطبان صرفاً با قیمت برانگیخته می‌شوند. برخی دیگر هم صرفاً ارزش می‌خواهند و حاضرند برای آن پول پرداخت نمایند. این‌ها همان قمار بازانی هستند که می‌باید آن‌ها را کنترل کنید.
- اصل پنجم: برای افزایش سود قیمت‌گذاری کنید. این یک افسانه است که اگر برای افزایش فروش قیمت‌ها را کاهش دهید می‌توانید سود خود را افزایش دهید. شما زمانی به سود می‌رسید که سازمانتان فعالیت‌های متعددی مانند قیمت‌گذاری، کارایی هزینه و سنجش سودآوری را به موقع و در جای خود انجام دهد.
- اصل ششم: گام‌های آسانی برای حرکت تدریجی از قیمت‌گذاری مبتنی بر هزینه به سمت قیمت‌گذاری مبتنی بر ارزش بردارید. استفاده از قیمت‌گذاری ارزشی نیازمند سیستم‌ها و مهارت‌های پیچیده داخلی است. روش رسیدن به آن این است که قیمت‌گذاری را به تدریج و به همراه رشد مهارت‌ها و توانایی‌های کارکنان خود بخبود بخشید. تا وقتی که قیمت‌گذاری مبتنی بر هزینه، ارزش مالی ایجاد شده توسط شما را برای مخاطبان تقویت کند، استفاده از ان هیچ مشکلی ندارد. وقتی که مهارات‌های لازم را به‌طور کامل فرا گرفتید، می‌توانید به سرعت به سمت قیمت‌گذاری مبتنی بر ارزش حرکت نمایید.
- اصل هفتم: با اطمینان قیمت‌گذاری نمایید: به یاد داشته باشید که شما چه کسی هستید. مذاکرات را با هدف ارائهٔ ارزش منحصر به فرد به مخاطبان تغییر دهید. مخاطبان خریدار نتیجه‌اند و نه سخن و حرف. فراتر از حرف و سخن گفتن در مورد ارزش، گام برداشتن عملی، شما را قادر به ارزش آفرینی برای مخاطبانتان می‌کند.

قیمت گذاری مبتنی بر فایده
قیمت گذاری مناسب قبل از هر چیز، فایده ای را مدنظر می‌گیرد که هر کالا یا خدمات برای مشتریان دربردارد. در قیمت گذاری مبتنی بر فایده عامل عمدهٔ تعیین قیمت تصور خریداران از فایده و نه هزینهٔ تمام شدهٔ کالا برای فروشنده است. قیمت گذاری مبتنی بر فایده به این معناست که بازاریاب نمی‌تواند ویژگی و برنامهٔ بازاریابی کالا را معلوم و سپس قیمت آن را تعیین کند.
روش کره‌گیری
در روش کره‌گیری، بنگاه محصول جدید را با قیمت بالا، در زمانی که هچ رقیبی در بازار وجود ندارد، عرضه می‌کند و وقتی رقبا وارد بازار شدند، قیمت را پایین می‌آورد. دلیل قیمت بالا در ابتدا این است که فرض می‌شود، تقاضا برای این بازار جدید بدون کشش است و به تبع آن قیمت پایین خریداران زیادی را جذب نمی‌کند.
روش کره‌گیری در بازارهایی با مصرف‌کننده پیش-آهنگ بسیار خوب کار می‌کند.
قیمت‌گذاری رخنه‌ای
در روش قیمت‌گذاری رخنه‌ای، بنگاه برای رخنه در بازار، در ابتدا محصولی را با قیمت بسیار پایین یا مجانی ارائه می‌نماید. هدف از این روش دستابی به سهم بازار بالا، قابل قبول یا استانداردسازی بازار است. بسیاری از محصولات مبتنی بر دانش از این استراتژی استفاده می‌کند.
قیمت‌گذاری دسته‌ای
در این روش بنگاه دو یا چند محصول را در کنار هم و با قیمتی کمتر از مجموع قیمت تک تک اقلام، می‌فروشد.
قیمت‌گذاری دو تعرفه‌ای
در این روش فروشنده دو قیمت را تعیین می‌کند، یکی برای حق استفاده از محصول و دیگری برای تعداد واحد مصرفی.
قیمت‌گذاری میزان خرید
در این روش با افزایش میزان خرید، قیمت‌ها کاهش می‌یابد. در این روش با استفاده از روش‌های تنظیم قیمت، قیمت تنظیم شده برای تعداد متوسط به‌دست آمده و سپس برای میزان خرید بیشتر، قیمت‌ها کاهش می‌یابند.
دسته‌بندی قیمت
در این روش مشتریان بر اساس خصوصیاتشان دسته‌بندی شده و بنگاه قیمت‌های متفاوتی را برای هر دسته پیشنهاد می‌کند.
قیمت‌گذاری روانی
این روش زمانی استفاده می‌شود که مشتری بر اساس یک احساس تصمیم بگیرد تا یک منطق؛ مثلاً تعیین قیمت ۴٫۹۹ دلار به جای ۵ دلار مثالی برای این روش قیمت‌گذاری است.

## اثر فناوری اطلاعات بر طرح‌های قیمت‌گذاری
طرح قیمت‌گذاری که فناوری اطلاعات بیشترین اثر را بر آن دارد، مزایده است. در مزایده‌های معمولی دو مشکل اصلی وجود دارد
- 1. خریداران ممکن است بر سر قیمت با یکدیگر تبانی کنند و فروشنده‌ها نیز ممکن است در هر مرتبه اقلام محدودی را برای چانه زنی ارائه نمایند.
  2. در یک محیط واقعی جمع‌آوری تمام خریداران و فروشندگان در کنار هم بسیار مشکل است، اما با استفاده از اینترنت اطلاعات بیشتری در اختیار افراد قرار می‌گیرد.

فناوری اطلاعات قیمت‌گذاری مقطوع را نیز تحت اثر قرار می‌دهد. با استفاده از فناوری اطلاعات بنگاه می‌تواند مشتریان خود را بر اساس منافعی که انواع محصول به‌دست می‌دهند، یا عادات و ترجیحات مشتری - بخش‌بندی کند و به این ترتیب قیمت خود را بهبود دهد.

## عوامل اثرگذار بر قیمت‌گذاری
سه عامل در قیمت‌گذاری از اهمیت بالایی برخوردارند:
- 1. بالاترین میزان ارزشی که مشتری برای محصول قائل است. این ارزش بیانگر بیشترین مبلغی است که بنگاه می‌تواند دریافت نماید.
  2. سودی که از محصول‌ها و قیمت‌های رقبا به‌دست می‌آید.
  3. استراتژی قیمت‌گذاری بنگاه